# Semaeopus canidiscata
Semaeopus canidiscata là một loài bướm đêm trong họ Geometridae.